# Flugunfall einer Iljuschin Il-76 im Iran 2003
Am 19. Februar 2003 prallte eine Iljuschin Il-76 der iranischen Luftstreitkräfte etwa 35 km südöstlich von Kerman im Iran gegen einen Berg. Das Flugzeug flog Einsatzkräfte der 41. Tharallah-Division der iranischen Revolutionsgarde auf unbekannter Mission von Zahedan nach Kerman. Alle 275 Insassen kamen ums Leben. Es handelt sich seit den Terroranschlägen des 11. September 2001 um den Flugunfall mit den zweitmeisten Todesopfern.

## Unfallhergang
Das 1987 in der Sowjetunion produzierte Flugzeug verlor während des Sinkflugs zum Flughafen Kerman um 17:30 Uhr den Kontakt zur Flugsicherung, kurze Zeit später verschwand es aus den Radarbildern. Es wurden starke Winde aus der Region gemeldet. Gegen 17:45 Uhr hörten Dorfbewohner eine laute Explosion. Das Flugzeug mit vier Mantelstromtriebwerken war im Sirach-Gebirge nahe dem Dorf Sirach, etwa 500 km südöstlich von Teheran, abgestürzt. Alle 257 Passagiere (Mitglieder der Revolutionsgarde, einer von der Armee unabhängigen Einheit der iranischen Streitkräfte) und 18 Crewmitglieder kamen ums Leben.
Erste Medienberichte gaben die Anzahl der Todesopfer mit 302 an; am 21. Februar wurde die Zahl zu 275 korrigiert, davon 264 Mitglieder der 41. Division der Revolutionsgarde. Einige der Insassen sollen hochrangige Sicherheitsbeamte gewesen sein. Laut einer lokalen Quelle soll die Revolutionsgarde nach Kerman geflogen sein, um die Stadt für einen Besuch des Obersten Führers Ali Chamenei am kommenden Tag vorzubereiten.
Der Unfall bleibt bis heute der verheerendste auf dem iranischen Festland und der schwerwiegendste einer Il-76. Unmittelbar nach dem Absturz wurden Mitglieder der Revolutionsgarde und des Roten Halbmonds zum Unfallort geschickt. Aufgrund der Wetterlage musste die Suchaktion in der Nacht abgebrochen werden, zwei zur Bergung geschickte Hubschrauber kehrten um. Das Gebiet wurde abgesperrt, um den Zugang der Öffentlichkeit und der Presse einzuschränken. Am Morgen des 20. Februar wurde das Flugzeug etwa 100 m unterhalb des Gipfels des Kuh-e Jupar auf einer Höhe von 3500 m gefunden.

## Ursache
Untersuchungen ergaben als Unfallursache einen Controlled flight into terrain, also ein unabsichtliches Steuern der Maschine gegen ein Hindernis. Grund sei ein Pilotenfehler aufgrund sich verschlechternder Wetterbedingungen, darunter dichter Nebel und viel Schnee, und hoher Windgeschwindigkeiten. Wegen der hohen Opferzahl gab es auch Spekulationen, dass es sich um eine Flugzeugkollision gehandelt haben könnte, denn die Il-76 befördert üblicherweise nicht mehr als 200 Passagiere.
Auch die bis dahin unbekannte Terrororganisation Abu-Bakr-Brikaden beanspruchte die Verantwortung für den Katastrophe, die sie durch eine Explosion verursacht habe, und nannte sie „unseren ersten Schlag gegen das iranische Regime, das unsere heiligen islamischen Symbole, Minderheiten, Menschenrechte und Religionsfreiheit entweiht hat“. Beweise für einen Terroranschlag liegen der Öffentlichkeit nicht vor.

## Reaktionen
Das iranische Kabinett kondolierte den Familien der Opfer und sprach von einem „tragischen Ereignis, in dem eine Gruppe von Brüdern des IRGK“ (Iranisches Revolutionsgardenkorps) getötet wurde. Ajatollah Chamenei sprach sein Beileid aus und nannte die Soldaten „seine Kinder“. In Kerman wurde eine dreitägige Trauerzeit ausgerufen. Die iranische Regierung gab den Vereinigten Staaten eine Mitschuld an dem Unfall, da aufgrund von Sanktionen Flugzeuge schwerer zu warten und die Sicherheitsmaßnahmen schwerer einzuhalten seien. Einige der Boeing- und Airbus-Flugzeuge des Iran bekamen vor dem Unfall Startverbote, weil Ersatzteile fehlten; neue Airbus-Flugzeuge durfte der Iran wegen der Sanktionen nicht kaufen. Der iranische Verkehrsminister sprach von einem „Krisenpunkt“. Es wurde spekuliert, dass einige Flugzeugteile aus älteren Flugzeugen wiederverwendet wurden, da keine neuen Ersatzteile zur Verfügung standen, und dass daraus Materialfehler entstanden sein könnten, die zu dem Unfall führten.
Aufgrund der Sanktionen musste der Iran verstärkt Flugzeuge aus Russland kaufen; in den drei vorherigen Jahren waren im Iran drei in Russland bzw. der Sowjetunion gebaute Flugzeuge abgestürzt, wobei über 200 Menschen starben. Die alternden Flugzeuge der iranischen Flotte hatten laut Journalisten einen schlechten Zustand. Der Iran hatte seine in Russland gebauten Flugzeuge nach dem Absturz einer Tupolew Tu-154 im Februar 2002 eigentlich mit Startverboten belegt, was jedoch anscheinend nicht streng beachtet wurde.